# Peltostigma guatemalense
Peltostigma guatemalense är en vinruteväxtart som först beskrevs av Standl. & Steyerm., och fick sitt nu gällande namn av R.E. Gereau. Peltostigma guatemalense ingår i släktet Peltostigma och familjen vinruteväxter. Inga underarter finns listade i Catalogue of Life.